# 馬一龍
馬一龍（1499年—1571年），字負圖（一字應圖），號孟河，應天府溧陽縣人，民籍，明朝政治人物。

## 生平
嘉靖七年（1528年）戊子科順天府鄉試第一名舉人。嘉靖二十六年（1547年），登丁未科第三甲第二十九名進士。選翰林院庶吉士，升检讨，三十八年三月升南京國子監司業。因父悲惨而亡，以母年迈有病为由，五次上疏辞官，三十九年五月乞回籍養病。归里后在溧阳玉华山筑馆，从事教书和著述，再未出仕，死后就葬于玉华山。
马一龙工书法，草书不依规矩，自成一格，师法怀素《圣母帖》，颇得笔法。明陶宗仪《书史会要》曰：“一龙作字，悬腕运肘，落管如飞，倾刻满幅，自谓怀素以后一人。然评者谓其奇怪，为书法一大变”；明王世贞《艺苑卮言》曰：“一龙用笔本流迅而乏字源，浓淡、大小，错综不可识，拆看亦不成章”；明丰坊云：“马孟河之书，如盲师批命，不辨点画。”

## 家族
曾祖馬公輔，贈徵仕郎、贈衛經歷；祖父馬清，衛經歷；父馬性魯，前兵科給事中。母許氏（封孺人）。慈侍下。弟馬一麟。子馬震伯，辛酉举人。
叔马从谦，嘉靖十年解元。与马一龙合称“叔侄两解元”，溧阳城有“叔侄解元坊”。溧陽馬家村有“一龍井”，現為溧陽市文物保護單位。